# HindIII
HindIII ist ein Enzym, das in der Molekularbiologie zur zielgerichteten Spaltung von DNA verwendet wird. Dieses Enzym gehört zur Familie der Typ-II-Restriktionsendonukleasen und wurde erstmals 1970 aus dem Bakterium Haemophilus influenzae gewonnen. Seine Molekülmasse beträgt 35 kDa. Nach Dimerisierung schneidet HindIII doppelsträngige DNA innerhalb der palindromischen Erkennungssequenz unter Bildung eines 5'-Überhangs wie folgt:
| Erkennungssequenz         | Restriktionsschnitt         |
| ------------------------- | --------------------------- |
| 5'-AAGCTT-3' 3'-TTCGAA-5' | 5'-A AGCTT-3' 3'-TTCGA A-5' |

Diese Ausbildung eines vier Nukleinbasen umfassenden 5'-Überhangs (sticky ends) durch HindIII kann in der Molekularbiologie ebenfalls zur erleichterten Verkettung (Ligation) von DNA-Fragmenten ausgenutzt werden.